# Juan de Marcos González
Juan de Marcos González, rodným jménem Juan de Marcos González-Cárdenas (* leden 1954, Havana, Kuba) je kubánský kapelník, hudebník známý především svým projektem Afro-Cuban All Stars a účastí v projektu Buena Vista Social Club Nicka Golda a Ry Coodera.

## Život a kariéra
Juan de Marcos González se narodil v havanské čtvrti Pueblo Nuevo do hudební rodiny. Jeho otec, Marcos González Mauriz († 1990), byl vokalistou spolupracujícím se známým kubánským kapelníkem Arseniem Rodríguezem. Má dvě dcery, Glicerii a Lauru Lidiu González Abreu a jednoho syna, Juana de Marcos González Pérez.
Juan de Marcos González studuje hudbu od svých devíti let, navštěvoval Amadeo Roldan Conservatory. V mládí se zajímal o americkou a britskou rockovou hudbu. Později však pro sebe znovu objevil kubánskou lidovou hudbu a v roce 1978 založil soubor tradiční kubánské hudby Sierra Maestra. Jeho cílem bylo přiblížit kubánskou hudbu mladé generaci. Se souborem Sierra Maestra vydal čtrnáct hudebních alb a podnikal mezinárodní turné.
González se stal klíčovým členem Buena Vista Social Clubu především pro své kontakty ve světě kubánské hudby. Když hledal Ry Cooder v Havaně hudebníky pro nahrávací frekvenci, González sám pracoval na svém „all star“ albu věnovaném zlatým časům kubánské hudby, na Afro-Cuban All Stars. Většina hudebníků z Afro-Cuban All Stars se pak zúčastnila i nahrávání alba Buena Vista Social Club. Juan de Marcos González řídil Afro-Cuban All Stars s Rubénem Gonzálezem během jejich turné a dirigoval Buena Vista Social Club při koncertech v Amsterdamu a v Carnegie Hall.
V květnu 2005 založil González vlastní nahrávací label DM Ahora!, který se věnuje vydávání současné kubánské hudby. Firma sídlí v Londýně a v Mexiku a vlastní nahrávací studio v havanském domě Juana de Marcos González, kde hudebník i nadále bydlí.